# Eolo Parodi
Eolo Giovanni Parodi (ur. 21 maja 1926 w Genui, zm. 3 kwietnia 2018 tamże) – włoski polityk i lekarz, poseł do Parlamentu Europejskiego II, III i IV kadencji, parlamentarzysta krajowy.

## Życiorys
Absolwent studiów medycznych na Università degli Studi di Genova, specjalizował się w zakresie higieny i hematologii. Praktykował przez kilkadziesiąt lat w zawodzie lekarza. Od 1977 do 1992 był prezesem FNOMCeO, włoskiej federacji stowarzyszeń zrzeszających lekarzy i dentystów. W latach 1993–2012 kierował funduszem ubezpieczeniowym Enpam.
W latach 1984–1989 i 1990–1994 z ramienia Chrześcijańskiej Demokracji oraz w latach 1994–1999 z listy Forza Italia sprawował mandat eurodeputowanego. Był m.in. wiceprzewodniczącym Komisji ds. Transportu i Turystyki. Od 2001 do 2006 zasiadał natomiast w Izbie Deputowanych XIV kadencji.